# Masoncus dux
Masoncus dux är en spindelart som beskrevs av Chamberlin 1948. Masoncus dux ingår i släktet Masoncus och familjen täckvävarspindlar. Inga underarter finns listade i Catalogue of Life.